# Grzegórzki
Grzegórzki é um distrito de Cracóvia e uma antiga vila a sudeste da cidade velha de Cracóvia, na margem esquerda do velho Vístula, na Polônia. O lugar leva o nome de distrito II Grzegórzki.

## História

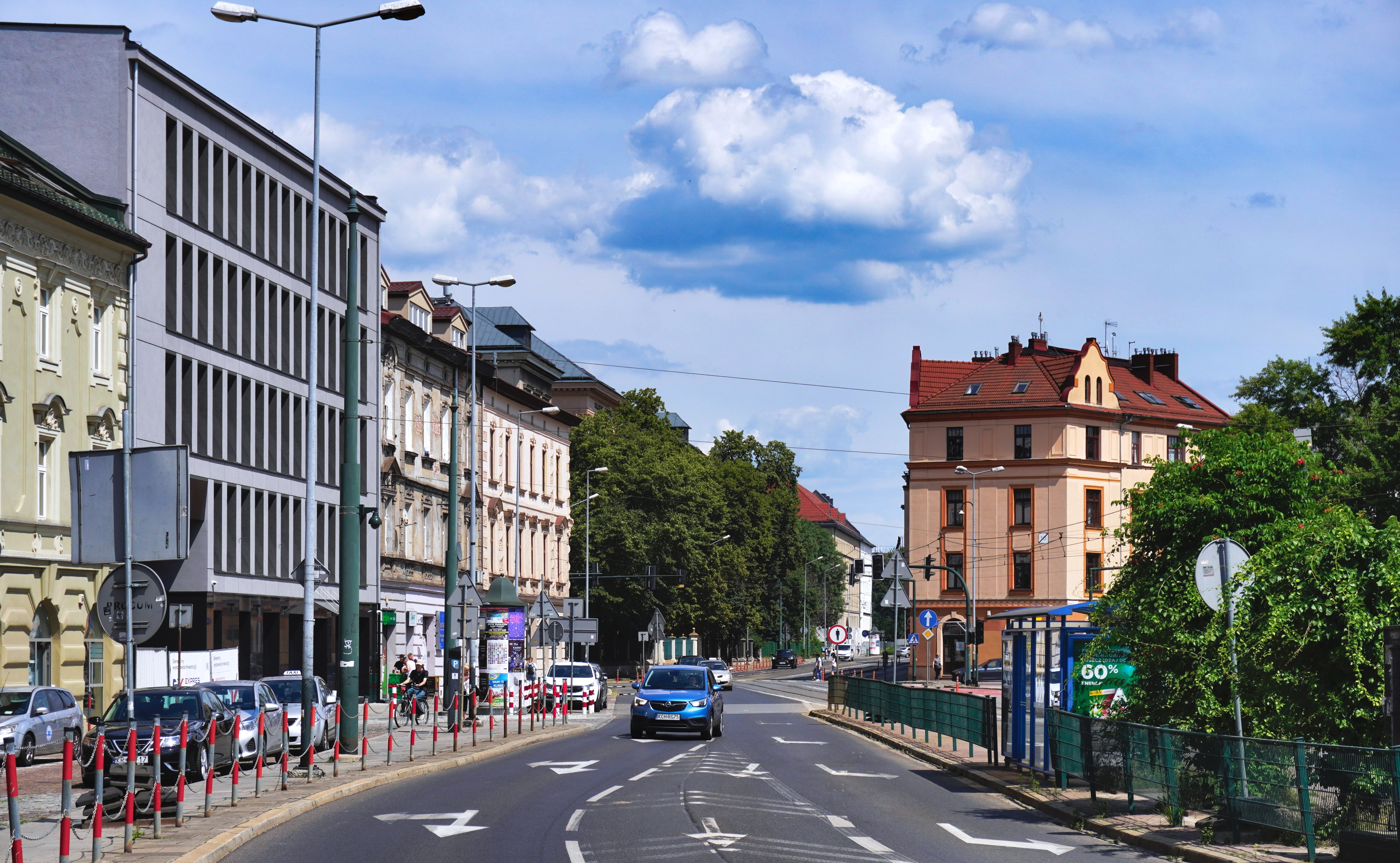
Rua Grzegórzecka

Grzegórzki foi mencionado pela primeira vez em 1388 como Grzegorszkowicze ou villam Grzegorkowicz. A variante alemã Gregorsdorf foi citada quatro anos depois, depois do que apareceu cinco vezes nas fontes, a última delas em 1472 (Gregerszdorff). Depois disso, nos anos de 1489 a 1508, foi chamada de Wola [Grzegorskowa / Grzegorzoszka / Grzegorzowska / Gregorij]. Em 1521, o nome atual apareceu como Grzegorzki. Foi sugerido que o nome derivou do cavaleiro Gregório Spycimir ou de Gregório de Pisar e que foi fundado por volta da primeira metade do século XIV.
Em 1900, o município, junto do distrito de Piaski, tinha área de 152 hectares com 138 casas com 3 458 habitantes. A maioria deles era católica romana (3360) e de língua polonesa (3286), 64 judeus e 24 gregos católicos, 43 de língua alemã. A administração municipal solicitou três vezes sua incorporação em Cracóvia. Em 1 de abril de 1910, duas pequenas partes de Piaski no Białucha (Prądnik) foram anexadas como exclaves de Cracóvia, e o restante permaneceu em Rakowice até sua incorporação em Cracóvia entre 1924-25. O novo distrito também incluía uma área de Kazimierz a oeste da linha ferroviária, com o Novo Cemitério Judaico. Em 1921, o distrito XIX Grzegórzki tinha 243 edifícios com 5 141 habitantes, dos quais a maioria eram poloneses (5 057) e católicos romanos (4 897), e a maior minoria era a dos judeus com 169 pessoas.